# We Can’t Be Friends (Wait for Your Love)
«We Can’t Be Friends (Wait for Your Love)» (с англ. — «Мы не можем быть друзьями (Буду ждать твоей любви)») — песня, записанная американской певицей Арианой Гранде. Она была выпущена 8 марта 2024 года как второй сингл из седьмого студийного альбома Eternal Sunshine. Его авторами и продюсерами стали Гранде, Макс Мартин и Илья Салманзаде.
Песня «We Can’t Be Friends (Wait for Your Love)» заняла первое место в Billboard Hot 100, став девятым номером один для Гранде. Песня также стала номером один в Новой Зеландии и вошла в первую десятку в Австралии, Ирландии, Литве, Нидерландах, Норвегии, Швейцарии и Великобритании.

## История
17 января 2024 года Ариана Гранде анонсировала свой седьмой студийный альбом Eternal Sunshine, релиз которого был намечен на 8 марта. Это ее первая работа за более чем три года с момента выхода шестого альбома Positions (2020). Песня «Yes, And?» была выпущена в качестве лид-сингла альбома в январе.
Трек-лист альбома не был раскрыт полностью сразу, а частично в разные дни, пока не был представлен полный трек-лист. Гранде объявила названия трех треков 7 февраля 2024 года; песня «We Can’t Be Friends (Wait for Your Love)» была названа десятым треком Eternal Sunshine. Также в феврале певица объявила, что больше не будет предрелизных синглов с альбома, поскольку она хочет, чтобы ее поклонники «испытали его в полной мере в этот раз». Однако она подтвердила, что «больше синглов» будет выпущено после выхода альбома.

## Отзывы
Композиция, в целом, была одобрительно встречена музыкальными экспертами и обозревателями. Лора Снейпс из The Guardian написала, что песня напоминает «Call Your Girlfriend» Робин, в которой «звучат синтезаторы и чиптюн» с финальным «резковатым ретро» эффектом.
Кайл Денис из Billboard описал песню как «танцевально-зажигательную смесь головокружительных струнных и агрессивных синтезаторов», в которой Гранде поёт о «размывании границ между дружбой, романтикой и ноющей серостью между ними», отметив, что «ей не хватает кульминации, чтобы достичь катарсиса, к которому стремится её срочный инструментальный жест».

## Коммерческий успех
Песня «We Can’t Be Friends» дебютировала на первом месте в Billboard Hot 100. Песня стала девятым синглом Гранде номер один в чарте и седьмым синглом номер один, дебютировавшим на первом месте, обогнав Тейлор Свифт как исполнительницу с наибольшим количеством дебютов номер один. Песня собрала 32,6 миллиона потоков и 4,6 миллиона радиоэфиров, а также была продана в количестве 9 000 единиц. Гранде сравнялась с Бейонсе и Кэти Перри как седьмая исполнительница с наибольшим количеством синглов номер один в чарте.
Песня также дебютировала на первом месте в чартах Billboard Global 200 и Billboard Global Excl. U.S., став четвертым и третьим номером Гранде соответственно. В чарте Global 200 песня получила 97,5 миллионов потоков и 14 000 проданных единиц по всему миру. Она сравнялась с Бэд Банни и Тейлор Свифт по количеству лидеров в Global 200 среди солистов; больше (семь) только у BTS. В чарте Global Excl. U.S. Гранде занимает первое место среди солисток, сравнявшись с Бэд Банни и Jung Kook. Blackpink также завоевали три № 1; среди всех групп больше только у BTS (семь).
Впервые в своей карьере Гранде одновременно дебютировала на первой строчке американского синглового хит-парада Billboard Hot 100 и основного альбомного чарта Billboard 200 (альбом Eternal Sunshine также дебютировал на первом месте).

## Музыкальное видео
Сопровождающий музыкальный клип для песни «We Can’t Be Friends (Wait for Your Love)» был выпущен 8 марта 2024 года. Видео было снято канадским режиссёром Christian Breslauer. Премьера клипа состоялась на канале Гранде Vevo на YouTube в 10:00 по восточному летнему времени (EDT) 8 марта 2024 года, через десять часов после релиза песни и альбома. Концепция клипа вдохновлена сюжетом фильма «Вечное сияние чистого разума» (2004); Гранде описала его как «[Eternal Sunshine (Вечное сияние)] в клипе».
Гранде изображает персонажа по имени Пичес, а Эван Питерс играет в клипе её бывшего парня. В клипе воссозданы несколько сцен из «Вечного сияния чистого разума», а также отсылка к сцене из фильма «Шестнадцать свечей» (1984). Billboard назвал клип «футуристическим».

## Живое выступление
9 марта 2024 года Гранде появилась в качестве музыкального гостя на шоу Saturday Night Live (49-й сезн, эпизод 962). Она впервые исполнила песню «We Can’t Be Friends (Wait for Your Love)» вживую, а также «Imperfect for You» из Eternal Sunshine. Став неожиданным исполнителем на Met Gala 2024, Гранде исполнила эту песню вместе с «Yes, And?», «The Boy Is Mine» и другими композициями.

## Награды и номинации
Различные критики и издания ожидали, что песня «We Can't Be Friends (Wait For Your Love)» будет номинирована на Грэмми-2025 в категориях Запись года и Песня года. После того как песня вообще не получила номинаций, Гранде была названа несколькими изданиями одной из самых больших неудач на церемонии.
| Организация             | Год  | Категория                | Результат | Ссылка |
| ----------------------- | ---- | ------------------------ | --------- | ------ |
| MTV Video Music Awards  | 2024 | Video of the Year        | Номинация | [ 23 ] |
| MTV Video Music Awards  | 2024 | Best Direction           | Номинация | [ 23 ] |
| MTV Video Music Awards  | 2024 | Best Cinematography      | Победа    | [ 23 ] |
| MTV Video Music Awards  | 2024 | Best Editing             | Номинация | [ 23 ] |
| MTV Video Music Awards  | 2024 | Song of Summer           | Номинация | [ 23 ] |
| MTV Europe Music Awards | 2024 | Best Song                | Номинация | [ 24 ] |
| MTV Europe Music Awards | 2024 | Best Video               | Номинация | [ 24 ] |
| Myx Music Awards        | 2024 | Global Video of the Year | Номинация | [ 25 ] |
| Gold Derby Music Awards | 2024 | Record of the Year       | Ожидается | [ 26 ] |
| Gold Derby Music Awards | 2024 | Song of the Year         | Ожидается | [ 26 ] |
| Gold Derby Music Awards | 2024 | Best Music Video         | Ожидается | [ 26 ] |

## Хит-парады
| Чарт (2024)                            | Высшая позиция |
| -------------------------------------- | -------------- |
| Аргентина (Argentina Hot 100)          | 67             |
| Австралия (ARIA)                       | 2              |
| Австрия (Ö3 Austria Top 40)            | 12             |
| Бельгия/Фландрия (Ultratop 50)         | 29             |
| Бельгия/Валлония (Ultratop 50)         | 19             |
| Канада (Billboard Canadian Hot 100)    | 3              |
| Канада (Billboard AC)                  | 30             |
| Канада (Billboard CHR/Top 40)          | 2              |
| Канада (Billboard Hot AC)              | 9              |
| СНГ (TopHit)                           | 6              |
| Чехия (Singles Digitál Top 100)        | 18             |
| Финляндия (Suomen virallinen lista)    | 23             |
| Франция (SNEP)                         | 22             |
| Германия (GfK)                         | 22             |
| Мир (Billboard Global 200) ·           | 1              |
| Исландия (Plötutíðindi)                | 2              |
| Ирландия (IRMA)                        | 3              |
| Италия (FIMI)                          | 56             |
| Литва (AGATA)                          | 6              |
| Нидерланды (Dutch Top 40)              | 20             |
| Нидерланды (Single Top 100)            | 8              |
| Нидерланды (Tipparade)                 | 6              |
| Новая Зеландия (Recorded Music NZ)     | 1              |
| Норвегия (VG-lista)                    | 3              |
| Испания (PROMUSICAE)                   | 21             |
| Португалия (AFP)                       | 8              |
| Словакия (Rádio — Top 100)             | 16             |
| Словакия (Singles Digitál Top 100)     | 14             |
| Республика Корея BGM (Circle)          | 79             |
| Республика Корея Download (Circle)     | 89             |
| Швеция (Sverigetopplistan)             | 6              |
| Швейцария (Schweizer Hitparade)        | 7              |
| Великобритания (OCC UK Singles)        | 2              |
| США (Billboard Hot 100) ·              | 1              |
| США (Billboard Adult Pop Airplay)      | 7              |
| США (Billboard Dance/Mix Show Airplay) | 14             |
| США (Billboard Pop Airplay)            | 1              |

## Сертификации
| Регион | Сертификация  | Продажи     |
| --- | ------------- | ----------- |
| Бельгия (BEA) | Золотой       | 20 000      |
| Бразилия (ABPD) | Платиновый    | 40 000      |
| Канада (Music Canada) | Платиновый    | 80 000      |
| Дания (IFPI Danmark) | Золотой       | 45 000      |
| Франция (SNEP) | Золотой       | 100 000     |
| Венгрия (Mahasz) | Платиновый    | 4000        |
| Италия (FIMI) | Золотой       | 50 000      |
| Новая Зеландия (RMNZ) | Платиновый    | 30 000      |
| Норвегия (IFPI Norway) | Золотой       | 30 000      |
| Польша (ZPAV) | Платиновый    | 50 000      |
| Португалия (AFP) | Платиновый    | 10 000      |
| Испания (PROMUSICAE) | Золотой       | 30 000      |
| Швейцария (IFPI Switzerland) | Золотой       | 15 000      |
| Великобритания (BPI) | Платиновый    | 600 000     |
| США (RIAA) | 2× Платиновый | 2 000 000   |
| Стриминг |               |             |
| Центральная Америка (CFC) | Платиновый    | 7 000 000   |
| Греция (IFPI Greece) | Золотой       | 1 000 000   |
| Швеция (GLF) | Платиновый    | 12 000 000  |
| Worldwide (Luminate) | —             | 826,000,000 |
| Данные о продажах + прослушиваниях приведены только на основе сертификации. · Данные только о прослушиваниях приведены на основе сертификации. |               |             |